# Куп шест нација 2020.
Куп шест нација 2020. (службени назив: 2020 Guinness Six Nations) је било 126. издање овог најелитнијег европског такмичења за репрезентације у рагбију 15. Спонзор турнира је било чувено ирско пиво "Гинис". Због страшне трагедије које је задесила човечанство, пандемије вируса Ковид 19, неке утакмице су се играле и на јесен без присуства публике. Италија је изгубила све утакмице, Велс је играо испод сваког нивоа, Шкотланђани и Ирци су били солидни, а Француска је бриљирала. Титулу шампиона Европе је освојила рагби 15 репрезентација Енглеске, која је и актуелни вицешампион Света. Црвене руже су имале бољу поен разлику од селекције Француске. Најбољи поентер турнира је био француски флај халф Ромејн Нтамак, а најбољи играч турнира је био француски скрам халф Антоант Дупонт.

## Пропозиције и формат такмичења
Ово је стари европски турнир у рагбију. Нема испадања, дакле чак и ако нека репрезентација изгуби све утакмице, неће испасти у дивизију "Европско првенство" (Грузија, Румунија, Шпанија, Португал, Русија и Белгија). Игра се једнокружно и ко заврши први на табели освојиће титулу првака Европе у рагбију.

## Спонзор Купа шест нација 2020.
Спонзор Купа шест нација те године је било чувено ирско тамно пиво "Гинис".

## Учесници
Напомена:
Северна Ирска и Република Ирска наступају заједно у рагбију.
|   | Селекција                      | Химна                   | Стадион                             | Селектор        | Капитен       |
| - | ------------------------------ | ----------------------- | ----------------------------------- | --------------- | ------------- |
| 1 | Рагби репрезентација Италије   | Италијанска браћа       | Стадион Олимпико, Рим (73 261)      | Френко Смит     | Лука Биђи     |
| 2 | Рагби репрезентација Француске | Марсељеза               | Стад де Франс, Париз (81 338)       | Фабијен Галти   | Шарл Оливен   |
| 3 | Рагби репрезентација Енглеске  | Боже чувај Краљицу      | Стадион Твикенам, Лондон (82 000)   | Еди Џоунс       | Овен Фарел    |
| 4 | Рагби репрезентација Шкотске   | Цвеће Шкотске           | Стадион Марифилд, Единбург (67 144) | Грегор Таунсенд | Стјуарт Хог   |
| 5 | Рагби репрезентација Велса     | Стара земљо мојих отаца | Стадион Миленијум, Кардиф (74 500)  | Вејн Пивац      | Алан Вин Џонс |
| 6 | Рагби репрезентација Ирске     | Позив Ирске             | Стадион Авива, Даблин (51 700)      | Енди Фарел      | Џони Секстон  |

## Судије
- Џеко Пејпер, Јужноафричка Република
- Ник Бери, Аустралија
- Агнус Гарднер, Аустралија
- Бен Окифи, Нови Зеланд
- Пол Вилијамс, Нови Зеланд
- Метју Рејнел, Француска
- Ромејн Појт, Француска
- Паскал Газер, Француска
- Ендру Брејс, Република Ирска
- Најџел Овенс, Велс
- Лука Пирс, Енглеска
- Метју Карл, Енглеска
- Вејн Барнс, Енглеска

## Систем бодовања
- 4 бода за победу.
- 2 бода за нерешено.
- 1 бонус бод за 4 или више постигнутих есеја на утакмици.
- 1 бонус бод за пораз мањи од 8 поена разлике.
- 3 бонус бода за освојени Гренд слем
- Уколико репрезентације имају исти број бодова, гледаће се:
- Боља поен разлика
- Више постигнутих есеја

## Састави репрезентација

### Италија
'Скрам'
Прва линија скрама
| Рагбиста           | Позиција | Клуб/Франшиза |
| ------------------ | -------- | ------------- |
| Лука Биђи          | Талонер  | Зебре         |
| Оливијеро Фабијани | Талонер  | Зебре         |
| Федерико Зани      | Талонер  | Зебре         |
| Пјетро Сесарели    | Стуб     | Единбург      |
| Данило Фишети      | Стуб     | Зебре         |
| Андреа Ловоти      | Стуб     | Зебре         |
| Марко Рићиони      | Стуб     | Бенетон       |
| Ђосу Зилоћи        | Стуб     | Зебре         |

Друга линија скрама
| Рагбиста       | Позиција | Клуб/Франшиза |
| -------------- | -------- | ------------- |
| Дин Бад        | Скакач   | Бенетон       |
| Николо Каноне  | Скакач   | Бенетон       |
| Федерико Руза  | Скакач   | Бенетон       |
| Алесандро Зани | Скакач   | Бенетон       |

Трећа линија скрама
| Рагбиста         | Позиција | Клуб/Франшиза |
| ---------------- | -------- | ------------- |
| Марко Лазарони   | Крилни   | Бенетон       |
| Ђовани Лисата    | Крилни   | Зебре         |
| Јохан Мејер      | Крилни   | Зебре         |
| Себастијан Негри | Крилни   | Бенетон       |
| Ђовани Петинели  | Крилни   | Бенетон       |
| Џејк Поледри     | Крилни   | Глостер       |
| Брам Стејн       | Осмица   | Бенетон       |

'Бекови'
Халфови
| Рагбиста        | Позиција   | Клуб/Франшиза |
| --------------- | ---------- | ------------- |
| Калум Брејли    | Скрам халф | Глостер       |
| Ђиљемо Палацини | Скрам халф | Зебре         |
| Марсело Виоли   | Скрам халф | Зебре         |
| Томасо Алан     | Флај халф  | Бенетон       |
| Карло Кана      | Флај халф  | Зебре         |
| Антонио Ризи    | Флај халф  | Бенетон       |

Центри
| Рагбиста       | Позиција | Клуб/Франшиза |
| -------------- | -------- | ------------- |
| Ђилио Бисењи   | Центар   | Зебре         |
| Томасо Бони    | Центар   | Зебре         |
| Лука Мориси    | Центар   | Бенетон       |
| Алберто Скарби | Центар   | Бенетон       |

Крила
| Рагбиста         | Позиција | Клуб/Франшиза |
| ---------------- | -------- | ------------- |
| Матија Белини    | Крило    | Зебре         |
| Томасо Бенвенути | Крило    | Бенетон       |
| Леонардо Сарто   | Крило    | Бенетон       |
| Матео Миноци     | Крило    | Воспс         |

Фулбекови
| Рагбиста             | Позиција | Клуб/Франшиза |
| -------------------- | -------- | ------------- |
| Микеланђело Биондели | Фулбек   | Зебре         |
| Џејден Хејвард       | Фулбек   | Бенетон       |
| Едоардо Падовани     | Фулбек   | Зебре         |

### Француска
'Скрам'
Прва линија скрама
| Рагбиста          | Позиција | Клуб    |
| ----------------- | -------- | ------- |
| Камиле Чат        | Талонер  | Расинг  |
| Антони Етрилард   | Талонер  | Тулон   |
| Жулијен Марчанд   | Талонер  | Тулуз   |
| Теди Бабињи       | Талонер  | Расинг  |
| Пеато Маувака     | Талонер  | Тулуз   |
| Доријан Алдегери  | Стуб     | Тулуз   |
| Сирил Бали        | Стуб     | Тулуз   |
| Демба Бамба       | Стуб     | Лион    |
| Жан Баптист Грос  | Стуб     | Тулон   |
| Мохамед Хоас      | Стуб     | Монпеље |
| Џеферсон Појрот   | Стуб     | Бордо   |
| Вилфрид Хункпатин | Стуб     | Кастр   |

Друга линија скрама
| Рагбиста          | Позиција | Клуб    |
| ----------------- | -------- | ------- |
| Сирил Казо        | Скакач   | Бордо   |
| Килијан Гераси    | Скакач   | Лион    |
| Бернард Ле Ру     | Скакач   | Расинг  |
| Борис Палу        | Скакач   | Расинг  |
| Ромејн Таофифенуа | Скакач   | Тулон   |
| Пол Вилем         | Скакач   | Монпеље |
| Гиљем Дукат       | Скакач   | Бајон   |

Трећа линија скрама
| Рагбиста              | Позиција | Клуб       |
| --------------------- | -------- | ---------- |
| Грегори Алдрит        | Осмица   | Ла Рошел   |
| Дилан Кретин          | Крилни   | Лион       |
| Френсојис Крос        | Крилни   | Тулуз      |
| Алехандре Фишер       | Крилни   | Клермон    |
| Секу Макалу           | Крилни   | Стад Франс |
| Шарл Оливен (капитен) | Крилни   | Тулон      |
| Селевасио Толофуа     | Крилни   | Тулуз      |
| Камерон Воки          | Крилни   | Бордо      |
| Баптист Делапорт      | Крилни   | Кастр      |
| Алехандре Рума        | Крилни   | Бордо      |

'Бекови'
Халфови
| Рагбиста        | Позиција   | Клуб  |
| --------------- | ---------- | ----- |
| Антоан Дупонт   | Скрам халф | Тулуз |
| Максим Луку     | Скрам халф | Бордо |
| Баптист Серин   | Скрам халф | Тулон |
| Луј Карбонел    | Флај халф  | Тулон |
| Матија Жалиберт | Флај халф  | Бордо |
| Ромејн Нтамак   | Флај халф  | Тулуз |

Центри
| Рагбиста        | Позиција | Клуб       |
| --------------- | -------- | ---------- |
| Гаел Фику       | Центар   | Стад Франс |
| Жулијен Херите  | Центар   | Тулон      |
| Вирими Вакатава | Центар   | Расинг     |
| Артур Винсент   | Центар   | Монпеље    |
| Јан Реилак      | Центар   | Монпеље    |

Крила
| Рагбиста          | Позиција | Клуб       |
| ----------------- | -------- | ---------- |
| Аливерети Рака    | Крило    | Клермон    |
| Лукас Таузин      | Крило    | Тулуз      |
| Жервејин Кордин   | Крило    | Тулон      |
| Лестер Етијен     | Крило    | Стад Франс |
| Габријел Нгандебе | Крило    | Монпеље    |
| Демијан Пену      | Крило    | Клермон    |
| Винсен Ратез      | Крило    | Ла Рошел   |
| Теди Томас        | Крило    | Расинг     |

Фулбекови
| Рагбиста       | Позиција | Клуб       |
| -------------- | -------- | ---------- |
| Антони Бутијер | Фулбек   | Монпеље    |
| Килан Хамдуји  | Фулбек   | Стад Франс |
| Томас Рамос    | Фулбек   | Тулуз      |

### Ирска
'Скрам'
Прва линија скрама
| Рагбиста      | Позиција | Покрајински тим |
| ------------- | -------- | --------------- |
| Дејв Хефернан | Талонер  | Конот           |
| Роб Херинг    | Талонер  | Алстер          |
| Ронан Келехер | Талонер  | Ленстер         |
| Тед Фурлонг   | Стуб     | Ленстер         |
| Кијан Хили    | Стуб     | Ленстер         |
| Дејв Килкојн  | Стуб     | Манстер         |
| Џејк Мекгрет  | Стуб     | Алстер          |
| Том Отол      | Стуб     | Алстер          |
| Ендру Портер  | Стуб     | Ленстер         |

Друга линија скрама
| Рагбиста       | Позиција | Покрајински тим |
| -------------- | -------- | --------------- |
| Ултан Дилан    | Скакач   | Конот           |
| Ијан Хендерсон | Скакач   | Алстер          |
| Џејмс Рајан    | Скакач   | Ленстер         |
| Девин Тонер    | Скакач   | Ленстер         |

Трећа линија скрама
| Рагбиста           | Позиција | Покрајински тим |
| ------------------ | -------- | --------------- |
| Вил Конорс         | Крилни   | Ленстер         |
| Макс Диган         | Крилни   | Ленстер         |
| Келан Дорис        | Крилни   | Ленстер         |
| Џек Одоноф         | Крилни   | Манстер         |
| ЦЏ Стандер         | Крилни   | Манстер         |
| Џош Ван дер Флајер | Крилни   | Ленстер         |
| Питер Омахони      | Осмица   | Манстер         |

'Бекови'
Халфови
| Рагбиста                  | Позиција   | Покрајински тим |
| ------------------------- | ---------- | --------------- |
| Џон Кони                  | Скрам халф | Алстер          |
| Лук Мекгрет               | Скрам халф | Ленстер         |
| Конор Мари                | Скрам халф | Манстер         |
| Били Барнс                | Флај халф  | Алстер          |
| Рос Бирн                  | Флај халф  | Ленстер         |
| Џонатан Секстон (капитен) | Флај халф  | Ленстер         |

Центри
| Рагбиста         | Позиција | Покрајински тим |
| ---------------- | -------- | --------------- |
| Банди Аки        | Центар   | Конот           |
| Крис Фарел       | Центар   | Манстер         |
| Роби Хеншо       | Центар   | Ленстер         |
| Стјуарт Меклоски | Центар   | Алстер          |
| Гери Рингрос     | Центар   | Ленстер         |

Крила
| Рагбиста        | Позиција | Покрајински тим |
| --------------- | -------- | --------------- |
| Ендру Конвеј    | Крило    | Манстер         |
| Кејт Ерлс       | Крило    | Манстер         |
| Дејв Карни      | Крило    | Ленстер         |
| Џејкоб Стокдејл | Крило    | Алстер          |

Фулбекови
| Рагбиста     | Позиција | Покрајински тим |
| ------------ | -------- | --------------- |
| Џордан Ламур | Фулбек   | Ленстер         |
| Вил Адисон   | Фулбек   | Алстер          |

### Шкотска
'Скрам'
Прва линија скрама
| Рагбиста        | Позиција | Тим/Клуб     |
| --------------- | -------- | ------------ |
| Фрејзер Браун   | Талонер  | Глазгов      |
| Стјуарт Макинли | Талонер  | Единбург     |
| Џорџ Турнер     | Талонер  | Глазгов      |
| Симон Берган    | Стуб     | Единбург     |
| Џејми Бати      | Стуб     | Единбург     |
| Алан Дел        | Стуб     | Лондон ајриш |
| Зандер Фагерсон | Стуб     | Глазгов      |
| В П Нел         | Стуб     | Единбург     |
| Рори Сатерленд  | Стуб     | Единбург     |

Друга линија скрама
| Рагбиста        | Позиција | Тим/Клуб |
| --------------- | -------- | -------- |
| Алекс Крег      | Скакач   | Глостер  |
| Скот Камингс    | Скакач   | Глазгов  |
| Грент Гилкрајст | Скакач   | Единбург |
| Џони Греј       | Скакач   | Глазгов  |
| Бен Толис       | Скакач   | Единбург |
| Лујис Кармикел  | Скакач   | Единбург |
| Сем Скинер      | Скакач   | Екситер  |

Трећа линија скрама
| Рагбиста        | Позиција | Тим/Клуб |
| --------------- | -------- | -------- |
| Мет Фагерсон    | Крилни   | Глазгов  |
| Магнус Бредбери | Крилни   | Единбург |
| Лук Кросби      | Крилни   | Единбург |
| Корнел Ду Приз  | Крилни   | Вустер   |
| Томас Гордон    | Крилни   | Глазгов  |
| Ник Хејнинг     | Осмица   | Единбург |
| Џејми Ричи      | Крилни   | Единбург |
| Хејмиш Вотсон   | Крилни   | Единбург |

'Бекови'
Халфови
| Рагбиста       | Позиција   | Тим/Клуб |
| -------------- | ---------- | -------- |
| Џорџ Хорн      | Скрам халф | Глазгов  |
| Али Прајс      | Скрам халф | Глазгов  |
| Хенри Пиргос   | Скрам халф | Единбург |
| Адам Хејстингс | Флај халф  | Глазгов  |
| Фин Расел      | Флај халф  | Расинг   |
| Данкан Вир     | Флај халф  | Вустер   |

Центри
| Рагбиста     | Позиција | Тим/Клуб    |
| ------------ | -------- | ----------- |
| Крис Харис   | Центар   | Глостер     |
| Рори Хачисон | Центар   | Нортхемптон |
| Сем Џонсон   | Центар   | Глазгов     |
| Хју Џонс     | Центар   | Глазгов     |
| Мет Скот     | Центар   | Единбург    |

Фулбекови
| Рагбиста      | Позиција | Тим/Клуб |
| ------------- | -------- | -------- |
| Стјуарт Хог   | Фулбек   | Екситер  |
| Блер Кингхорн | Фулбек   | Единбург |

### Велс
'Скрам'
Прва линија скрама
| Рагбиста     | Позиција | Провинцијски тим/Клуб |
| ------------ | -------- | --------------------- |
| Елиот Ди     | Талонер  | Дрегонс               |
| Рајан Елијас | Талонер  | Скарлетс              |
| Кен Овенс    | Талонер  | Скарлетс              |
| Рис Кер      | Стуб     | Сарасенс              |
| Лион Браун   | Стуб     | Дрегонс               |
| Роб Еванс    | Стуб     | Скарлетс              |
| Вилгриф Џон  | Стуб     | Сејл                  |
| Вин Џонс     | Стуб     | Скарлетс              |
| Дилон Лујис  | Стуб     | Кардиф                |

Друга линија скрама
| Рагбиста     | Позиција | Провинцијски тим/Клуб |
| ------------ | -------- | --------------------- |
| Џејк Бол     | Скакач   | Скарлетс              |
| Рајан Елијас | Скакач   | Оспрејс               |
| Кен Овенс    | Скакач   | Кардиф                |
| Рис Кер      | Скакач   | Дрегонс               |
| Лион Браун   | Скакач   | Оспрејс               |
| Роб Еванс    | Скакач   | Воспс                 |

Трећа линија скрама
| Рагбиста        | Позиција | Провинцијски тим/Клуб |
| --------------- | -------- | --------------------- |
| Таулупе Фалетау | Осмица   | Бат                   |
| Рос Моријарти   | Крилни   | Дрегонс               |
| Џош Навиди      | Крилни   | Кардиф                |
| Ерон Шинглер    | Крилни   | Скарлетс              |
| Јустин Типурић  | Крилни   | Оспрејс               |
| Ерон Вејнврајт  | Крилни   | Дрегонс               |

'Бекови'
Халфови
| Рагбиста       | Позиција   | Провинцијски тим/Клуб |
| -------------- | ---------- | --------------------- |
| Герет Дејвис   | Скрам халф | Скарлетс              |
| Рис Веб        | Скрам халф | Тулон                 |
| Томос Вилијамс | Скрам халф | Кардиф                |
| Ден Бигар      | Флај халф  | Нортхемптон           |
| Џерод Еванс    | Флај халф  | Кардиф                |
| Овен Вилијамс  | Флај халф  | Глостер               |

Центри
| Рагбиста     | Позиција | Провинцијски тим/Клуб |
| ------------ | -------- | --------------------- |
| Хејдли Паркс | Центар   | Скарлетс              |
| Ник Томпкинс | Центар   | Сарасенс              |
| Овен Воткин  | Центар   | Оспрејс               |

Крила
| Рагбиста      | Позиција | Провинцијски тим/Клуб |
| ------------- | -------- | --------------------- |
| Џош Адамс     | Крило    | Кардиф                |
| Овен Лејн     | Крило    | Кардиф                |
| Џони Мекникол | Крило    | Скарлетс              |
| Џорџ Норт     | Крило    | Оспрејс               |
| Луј Рис Земит | Крило    | Глостер               |

Фулбекови
| Рагбиста       | Позиција | Провинцијски тим/Клуб |
| -------------- | -------- | --------------------- |
| Ли Халфпени    | Фулбек   | Скарлетс              |
| Џона Холмс     | Фулбек   | Лестер                |
| Лијам Вилијамс | Фулбек   | Сарасенс              |

### Енглеска
'Скрам'
Прва линија скрама
| Рагбиста       | Позиција | Клуб       |
| -------------- | -------- | ---------- |
| Лук Кован Дики | Талонер  | Екситер    |
| Том Дан        | Талонер  | Бат        |
| Џејми Џорџ     | Талонер  | Сарасенс   |
| Бено Обано     | Стуб     | Бат        |
| Елис Генге     | Стуб     | Лестер     |
| Џо Марлер      | Стуб     | Харлеквинс |
| Кајл Синклер   | Стуб     | Харлеквинс |
| Вил Стјуарт    | Стуб     | Бат        |
| Мако Вунипола  | Стуб     | Сарасенс   |
| Хари Вилијамс  | Стуб     | Екситер    |

Друга линија скрама
| Рагбиста       | Позиција | Клуб        |
| -------------- | -------- | ----------- |
| Чарли Евелс    | Скакач   | Бат         |
| Џорџ Крујс     | Скакач   | Сарасенс    |
| Џо Ланчбери    | Скакач   | Воспс       |
| Кортни Ловс    | Скакач   | Нортхемптон |
| Маро Итоже     | Скакач   | Сарасенс    |
| Александар Мун | Скакач   | Нортхемптон |

Трећа линија скрама
| Рагбиста     | Позиција | Клуб        |
| ------------ | -------- | ----------- |
| Тед Хил      | Крилни   | Вустер      |
| Том Кари     | Осмица   | Сејл        |
| Бен Ерл      | Крилни   | Сарасенс    |
| Лујис Ледлам | Крилни   | Нортхемптон |
| Сем Андерхил | Крилни   | Бат         |

'Бекови'
Халфови
| Рагбиста     | Позиција   | Клуб     |
| ------------ | ---------- | -------- |
| Вил Хајнц    | Скрам халф | Глостер  |
| Бен Јангс    | Скрам халф | Лестер   |
| Овен Фарел   | Флај халф  | Сарасенс |
| Џорџ Форд    | Флај халф  | Лестер   |
| Џејкоб Умага | Флај халф  | Воспс    |

Центри
| Рагбиста        | Позиција | Клуб        |
| --------------- | -------- | ----------- |
| Оли Девото      | Центар   | Екситер     |
| Фрејсер Дингвол | Центар   | Нортхемптон |
| Џонатан Џосеф   | Центар   | Бат         |
| Ману Туилаги    | Центар   | Сејл        |

Крила
| Рагбиста      | Позиција | Клуб    |
| ------------- | -------- | ------- |
| Оли Торли     | Крило    | Глостер |
| Џони Меј      | Крило    | Лестер  |
| Ентони Вотсон | Крило    | Бат     |

Фулбекови
| Рагбиста     | Позиција | Клуб        |
| ------------ | -------- | ----------- |
| Елиот Дејли  | Фулбек   | Сарасенс    |
| Џорџ Фурбенк | Фулбек   | Нортхемптон |

## Резултати и извештаји са утакмица

### Прво коло
1.2.2020.
Велс  - Италија  42-0
- Играч утакмице: Јустин Типурић,
- Стадион: Стадион Миленијум, Кардиф
- Гледалаца: 68 000
- Главни судија, Лук Пирс,
- Линијски судија, Метју Карли,
- Линијски судија, Мајк Фрејсер,
- Телевизијски судија, Џејмс Леки,
- Састав Велса
- Стартна постава
- 1. Леви стуб - Вин Џонс
- 2. Талонер - Кен Овенс
- 3. Десни стуб - Дилон Лујис
- 4. Леви скакач - Џејк Бол
- 5. Десни скакач - Алан Вин Џонс
- 6. Затворени крилни - Ерон Вејнврајт
- 7. Отворени крилни - Јустин Типурић
- 8. Осмица - Таулупе Фалетау
- 9. Скрам халф - Томос Вилијамс
- 10. Флај халф - Ден Бигар
- 11. Лево крило - Џош Адамс
- 12. Први центар - Хејдли Паркс
- 13. Други центар - Џорџ Норт
- 14. Десно крило - Џони МекНикол
- 15. Фулбек - Ли Халфпени
- Резерве
- 16. Рајан Елијас
- 17. Роб Еванс
- 18. Лион Браун
- 19. Кори Хил
- 20. Рос Моријарти
- 21. Рис Веб
- 22. Џерод Еванс
- 23. Ник Томкинс
- Састав Италије
- Стартна постава
- 1. Леви стуб - Андреа Ловоти
- 2. Талонер - Лука Биђи
- 3. Десни стуб - Ђосу Зилочи
- 4. Леви скакач - Алесандро Зани
- 5. Десни скакач - Николо Каноне
- 6. Затворени крилни - Џејк Поледри
- 7. Отворени крилни - Себастијан Негри
- 8. Осмица - Брем Стејн
- 9. Скрам халф - Калум Брејли
- 10. Флај халф - Томасо Алан
- 11. Лево крило - Матија Белини
- 12. Први центар - Карло Кана
- 13. Други центар - Лука Мориси
- 14. Десно крило - Леонардо Сарто
- 15. Фулбек - Матео Миноци
- Резерве
- 16. Федерико Зани
- 17. Данило Фишети
- 18. Марко Рисони
- 19. Марко Лазарони
- 20. Дин Бад
- 21. Ђовани Лисата
- 22. Гиљемо Палацани
- 23. Џејден Хејвард

Поени за Велс:
- Џош Адамс три есеја
- Ник Томпкинс есеј
- Џорџ Норт есеј
- Ден Бигар два гола из претварања
- Ли Халфпени два гола из претварања
- Ден Бигар три гола из пенала

1.2.2020.
Ирска   - Шкотска  19-12
- Играч утакмице: Кристијан Јохан Стандер,
- Стадион: Авива, Даблин
- Гледалаца: 51 000
- Главни судија, Метју Рејнал,
- Линијски судија, Паскал Газер,
- Линијски судија, Федерико Анзелми,
- Телевизијски судија, Глен Њуман,

Напомена:
- Рагби 15 репрезентација Ирске је освојила трофеј Сентерери Квејч намењен победнику утакмице Ирска - Шкотска. Квејч је традиционална келтска посуда.
- Састав Ирске
- Стартна постава
- 1. Леви стуб - Кијан Хили
- 2. Талонер - Роб Херинг
- 3. Десни стуб - Тед Фурлонг
- 4. Леви скакач - Ијан Хендерсон
- 5. Десни скакач - Џејмс Рајан
- 6. Затворени крилни - Кристијан Јохан Стандер
- 7. Отворени крилни - Џош ван дер Флајер
- 8. Осмица - Келан Дорис
- 9. Скрам халф - Конор Мари
- 10. Флај халф - Џонатан Секстон
- 11. Лево крило - Џејкоб Стокдејл
- 12. Први центар - Бунди Аки
- 13. Други центар - Гери Рингрос
- 14. Десно крило - Ендру Конвеј
- 15. Фулбек - Џордан Лармур
- Резерве
- 16. Ронан Келехер
- 17. Дејв Килкојн
- 18. Ендру Портер
- 19. Девин Тонер
- 20. Питер Омахони
- 21. Џон Кони
- 22. Рос Бирн
- 23. Роби Хеншо
- Састав Шкотске
- Стартна постава
- 1. Леви стуб - Рори Сатерленд
- 2. Талонер - Фрејсер Браун
- 3. Десни стуб - Зандер Фагерсон
- 4. Леви скакач - Скот Камингс
- 5. Десни скакач - Џони Греј
- 6. Затворени крилни - Џејми Ричи
- 7. Отворени крилни - Хемиш Вотсон
- 8. Осмица - Ник Хејнинг
- 9. Скрам халф - Али Прајс
- 10. Флај халф - Адам Хејстингс
- 11. Лево крило - Блер Кингхорн
- 12. Први центар - Сем Џонсон
- 13. Други центар - Хју Џонс
- 14. Десно крило - Шон Мејтланд
- 15. Фулбек - Стјуарт Хог
- Резерве
- 16. Стјуарт Макинли
- 17. Алан Дел
- 18. Виљем Петрус Нил
- 19. Бен Толис
- 20. Корнел ду Приз
- 21. Џорџ Хорн
- 22. Рори Хачисон
- 23. Крис Харис

Поени за Ирску:
- Џони Секстон есеј, четири гола из пенала, гол из претварања

Поени за Шкотску:
- Адам Хејстингс четири гола из пенала

2.2.2020.
Француска  - Енглеска  19-12
- Играч утакмице: Грегори Алдрит
- Стадион: Стад де Франс, Париз
- Гледалаца: 79 000
- Главни судија: Најџел Овенс
- Линијски судија: Ендру Брејс
- Линијски судија: Брендон Пикерил
- Телевизијски судија: Брајан Мекнајс

Напомена:
- Чврста француска одбрана није дозволила Енглезима, да постигну поене у првом полувремену.
- Састав Француске
- Стартна постава
- 1. Леви стуб - Сирил Бејл
- 2. Талонер - Жулијен Маршанд
- 3. Десни стуб - Мухамед Хаос
- 4. Леви скакач - Бернард ле Ру
- 5. Десни скакач - Пол Виљем
- 6. Затворени крилни - Френсојис Крос
- 7. Отворени крилни - Шарл Оливон
- 8. Осмица - Грегори Алдрит
- 9. Скрам халф - Антоан Дупонт
- 10. Флај халф - Ромејн Нтамак
- 11. Лево крило - Винсент Ратез
- 12. Први центар - Гаел Фику
- 13. Други центар - Вирими Вакатава
- 14. Десно крило - Теди Томас
- 15. Фулбек - Ентони Бутијер
- Резерве
- 16. Пеато Маувака
- 17. Џеферсон Појрот
- 18. Демба Бамба
- 19. Борис Палу
- 20. Камерон Воки
- 21. Баптист Серин
- 22. Метју Жалиберт
- 23. Артур Винсент
- Састав Енглеске
- Стартна постава
- 1. Леви стуб - Џо Марлер
- 2. Талонер - Џејми Џорџ
- 3. Десни стуб - Кајл Синклер
- 4. Леви скакач - Маро Итоже
- 5. Десни скакач - Чарли Евелс
- 6. Затворени крилни - Кортни Лоус
- 7. Отворени крилни - Сем Андерхил
- 8. Осмица - Том Кари
- 9. Скрам халф - Бен Јангс
- 10. Флај халф - Џорџ Форд
- 11. Лево крило - Елиот Дејли
- 12. Први центар - Овен Фарел
- 13. Други центар - Ману Туилаги
- 14. Десно крило - Џони Меј
- 15. Фулбек - Џорџ Фурбенк
- Резерве
- 16. Лук Кован Дики
- 17. Елис Генге
- 18. Вил Стјуарт
- 19. Џорџ Крујс
- 20. Лујис Ледлам
- 21. Вили Хајнц
- 22. Оли Девото
- 23. Џонатан Џозеф

Поени за Француску:
- Винсент Ратез есеј
- Шарл Оливон два есеја
- Ромејн Нтамак три гола из претварања, гол из пенала

Поени за Енглеску:
- Џони Меј два есеја
- Овен Фарел два гола из претварања, гол из пенала

### Друго коло
8.2.2020.
Ирска   - Велс  24-14
- Играч утакмице: Кристијан Јохан Стандер,
- Стадион: Стадион Авива, Даблин
- Гледалаца: 51 000
- Главни судија, Ромејн Појт,
- Линијски судија, Лук Пирс,
- Линијски судија, Мајк Фрејсер,
- Телевизијски судија, Глен Њуман,
- Састав Ирске
- Стартна постава
- 1. Леви стуб - Кијан Хили
- 2. Талонер - Роб Херинг
- 3. Десни стуб - Тед Фурлонг
- 4. Леви скакач - Ијан Хендерсон
- 5. Десни скакач - Џејмс Рајан
- 6. Затворени крилни - Питер Омахони
- 7. Отворени крилни - Џош ван дер Флајер
- 8. Осмица - Кристијан Јохан Стандер
- 9. Скрам халф - Конор Мари
- 10. Флај халф - Џонатан Секстон
- 11. Лево крило - Џејкоб Стокдејл
- 12. Први центар - Бунди Аки
- 13. Други центар - Роби Хеншо
- 14. Десно крило - Ендру Конвеј
- 15. Фулбек - Џордан Лармур
- Резерве
- 16. Ронан Келехер
- 17. Дејв Килкојн
- 18. Ендру Портер
- 19. Девин Тонер
- 20. Макс Диган
- 21. Џон Кони
- 22. Рос Бирн
- 23. Кејт Ерлс
- Састав Велса
- Стартна постава
- 1. Леви стуб - Вин Џонс
- 2. Талонер - Кен Овенс
- 3. Десни стуб - Дилон Лујис
- 4. Леви скакач - Џејк Бол
- 5. Десни скакач - Алан Вин Џонс
- 6. Затворени крилни - Ерон Вејнврајт
- 7. Отворени крилни - Јустин Типурић
- 8. Осмица - Таулупе Фалетау
- 9. Скрам халф - Томос Вилијамс
- 10. Флај халф - Ден Бигар
- 11. Лево крило - Џош Адамс
- 12. Први центар - Хејдли Паркс
- 13. Други центар - Ник Томпкинс
- 14. Десно крило - Џорџ Норт
- 15. Фулбек - Ли Халфпени
- Резерве
- 16. Рајан Елијас
- 17. Рис Кер
- 18. Лион Браун
- 19. Адам Бирд
- 20. Рос Моријарти
- 21. Герет Дејвис
- 22. Џерод Еванс
- 23. Џони МекНикол

Поени за Ирску:
- Џордан Лармур есеј
- Тед Фурлонг есеј
- Џош Ван дер Флајер есеј
- Ендру Конвеј есеј
- Џони Секстон два гола из претварања

Поени за Велс:
- Томос Вилијамс есеј
- Јустин Типурић есеј
- Ден Бигар гол из претварања
- Ли Халфпени гол из претварања

8.2.2020.
Шкотска  - Енглеска  6-13
- Играч утакмице: Сем Андерхил,
- Стадион: Стадион Марифилд, Единбург
- Гледалаца: 67 000
- Главни судија, Паскал Газер
- Линијски судија, Метју Рејнал
- Линијски судија, Федерико Анселми
- Телевизијски судија, Џејмс Леки

Напомена:
- Енглеска је освојила Колкота куп, трофеј намењен победнику дуела Енглеска - Шкотска. На католички и протестантски Божић, Шкотланђани и Енглези су одиграли рагби утакмицу 1872. у граду Колката у Индији.
- Састав Шкотске
- Стартна постава
- 1. Леви стуб - Рори Сатерланд
- 2. Талонер - Фрејсер Браун
- 3. Десни стуб - Зандер Фагерсон
- 4. Леви скакач - Скот Камингс
- 5. Десни скакач - Џони Греј
- 6. Затворени крилни - Џејми Ричи
- 7. Отворени крилни - Хејмиш Вотсон
- 8. Осмица - Магнус Бредбери
- 9. Скрам халф - Али Прајс
- 10. Флај халф - Адам Хејстингс
- 11. Лево крило - Блер Кингхорн
- 12. Први центар - Сем Џонсон
- 13. Други центар - Хју Џонс
- 14. Десно крило - Шон Мејтланд
- 15. Фулбек - Стјуарт Хог
- Резерве
- 16. Стјуарт Макинли
- 17. Алан Дел
- 18. Симон Берган
- 19. Бен Толис
- 20. Ник Хејнинг
- 21. Џорџ Хорн
- 22. Рори Хачисон
- 23. Крис Херис
- Састав Енглеске
- Стартна постава
- 1. Леви стуб - Мако Вунипола
- 2. Талонер - Џејми Џорџ
- 3. Десни стуб - Кајл Синклер
- 4. Леви скакач - Маро Итоже
- 5. Десни скакач - Џорџ Крујс
- 6. Затворени крилни - Лујис Ледлам
- 7. Отворени крилни - Сем Андерхил
- 8. Осмица - Том Кари
- 9. Скрам халф - Вили Хајнц
- 10. Флај халф - Џорџ Форд
- 11. Лево крило - Елиот Дејли
- 12. Први центар - Овен Фарел
- 13. Други центар - Џонатан Џозеф
- 14. Десно крило - Џони Меј
- 15. Фулбек - Џорџ Фурбенк
- Резерве
- 16. Том Дан
- 17. Елис Генге
- 18. Вил Стјуарт
- 19. Џон Ланчбери
- 20. Кортни Лујис
- 21. Бен Ерл
- 22. Бен Јангс
- 23. Оли Девото

Поени за Шкотску:
- Адам Хејстингс два гола из пенала

Поени за Енглеску:
- Елис Генге есеј
- Овен Фарел гол из претварања, гол из пенала

9.2.2020.
Француска   - Италија  35-22
- Играч утакмице: Грегори Алдрит,
- Стадион: Стад де Франс, Париз
- Гледалаца: 52 000
- Главни судија: Ендру Брејс
- Линијски судија: Најџел Овенс
- Линијски судија: Брендон Пикерил
- Телевизијски судија: Брајан Мекнајс

Напомена:
- Француска је освојила Ђузепе Гарибалди трофеј, намењен победнику дуела Француска - Италија. Тај човек је био италијански патриота, који се у деветнаестом столећу борио за уједињење Италије.
- Састав Француске
- Стартна постава
- 1. Леви стуб - Сирил Бејл
- 2. Талонер - Жулијен Маршанд
- 3. Десни стуб - Мухамед Хаос
- 4. Леви скакач - Бернар ле Ру
- 5. Десни скакач - Пол Виљем
- 6. Затворени крилни - Френсојис Крос
- 7. Отворени крилни - Шарл Оливон
- 8. Осмица - Грегори Алдрит
- 9. Скрам халф - Антоан Дупонт
- 10. Флај халф - Ромејн Нтамак
- 11. Лево крило - Винсент Ратез
- 12. Први центар - Гаел Фику
- 13. Други центар - Артур Винсент
- 14. Десно крило - Теди Томас
- 15. Фулбек - Антони Бутијер
- Резерве
- 16. Пеато Маувака
- 17. Џеферсон Појрот
- 18. Демба Бамба
- 19. Ромејн Таофифенуа
- 20. Борис Палу
- 21. Камерон Воки
- 22. Баптист Серин
- 23. Метју Жалиберт
- Састав Италије
- Стартна постава
- 1. Леви стуб - Андреа Ловоти
- 2. Талонер - Лука Биђи
- 3. Десни стуб - Ђоса Зилоћи
- 4. Леви скакач - Дин Бад
- 5. Десни скакач - Николо Каноне
- 6. Затворени крилни - Себастијан Негри
- 7. Отворени крилни - Џејк Поледри
- 8. Осмица - Брам Стејн
- 9. Скрам халф - Калум Брејли
- 10. Флај халф - Томасо Алан
- 11. Лево крило - Матео Миноци
- 12. Први центар - Карло Кана
- 13. Други центар - Лука Мориси
- 14. Десно крило - Матија Белини
- 15. Фулбек - Џејден Хејвард
- Резерве
- 16. Федерико Зани
- 17. Данило Фишети
- 18. Марко Рисони
- 19. Џими Туивати
- 20. Федерико Руза
- 21. Ђовани Лисата
- 22. Гиљемо Палазани
- 23. Гиљо Бисењи

Поени за Француску:
- Теди Томас есеј
- Шарл Оливон есеј
- Грегори Алдрит есеј
- Ромејн Нтамак есеј, гол из претварања
- Баптист Серин есеј
- Метју Жалиберт гол из претварања, два гола из пенала

Поени за Италију:
- Матео Мицони есеј
- Федерико Зани есеј
- Матија Белини есеј
- Томасо Алан два гола из претварања,  гол из пенала

### Треће коло
22.2.2020.
Италија  - Шкотска  0-17
- Играч утакмице: Хејмиш Вотсон,
- Стадион: Стадион Олимпико, Рим
- Гледалаца: 54 000
- Главни судија: Бен Окифи
- Линијски судија: Метју Рејнел
- Линијски судија: Бен Вајтхаус
- Телевизијски судија: Рован Кити
- Састав Италије
- Стартна постава
- 1. Леви стуб - Андреа Ловоти
- 2. Талонер - Лука Биђи
- 3. Десни стуб - Ђоса Зилоћи
- 4. Леви скакач - Дин Бад
- 5. Десни скакач - Николо Каноне
- 6. Затворени крилни - Себастијан Негри
- 7. Отворени крилни - Џејк Поледри
- 8. Осмица - Брам Стејн
- 9. Скрам халф - Калум Брејли
- 10. Флај халф - Томасо Алан
- 11. Лево крило - Матео Миноци
- 12. Први центар - Карло Кана
- 13. Други центар - Лука Мориси
- 14. Десно крило - Матија Белини
- 15. Фулбек - Џејден Хејвард
- Резерве
- 16. Федерико Зани
- 17. Данило Фишети
- 18. Марко Рисони
- 19. Џими Туивати
- 20. Федерико Руза
- 21. Ђовани Лисата
- 22. Гиљемо Палазани
- 23. Гиљо Бисењи
- Састав Шкотске
- Стартна постава
- 1. Леви стуб - Рори Сатерланд
- 2. Талонер - Фрејсер Браун
- 3. Десни стуб - Зандер Фагерсон
- 4. Леви скакач - Скот Камингс
- 5. Десни скакач - Џони Греј
- 6. Затворени крилни - Џејми Ричи
- 7. Отворени крилни - Хејмиш Вотсон
- 8. Осмица - Магнус Бредбери
- 9. Скрам халф - Али Прајс
- 10. Флај халф - Адам Хејстингс
- 11. Лево крило - Блер Кингхорн
- 12. Први центар - Сем Џонсон
- 13. Други центар - Хју Џонс
- 14. Десно крило - Шон Мејтланд
- 15. Фулбек - Стјуарт Хог
- Резерве
- 16. Стјуарт Макинли
- 17. Алан Дел
- 18. Симон Берган
- 19. Бен Толис
- 20. Ник Хејнинг
- 21. Џорџ Хорн
- 22. Рори Хачисон
- 23. Крис Херис

Поени за Шкотску:
- Стјуарт Хог есеј
- Крис Харис есеј
- Адам Хејстингс есеј, гол из претварања

22.2.2020.
Велс  - Француска  23-27
- Играч утакмице: Ромејн Нтамак
- Стадион: Стадион Миленијум, Кардиф
- Гледалаца: 73 000
- Главни судија: Метју Карли
- Линијски судија: Вејн Барнс
- Линијски судија: Карл Диксон
- Телевизијски судија: Грејем Хју
- Састав Велса
- Стартна постава
- 1. Леви стуб - Роб Еванс
- 2. Талонер - Кен Овенс
- 3. Десни стуб - Дилон Лујис
- 4. Леви скакач - Џејк Бол
- 5. Десни скакач - Алан Вин Џонс
- 6. Затворени крилни - Рос Моријарти
- 7. Отворени крилни - Јустин Типурић
- 8. Осмица - Џош Навиди
- 9. Скрам халф - Томос Вилијамс
- 10. Флај халф - Ден Бигар
- 11. Лево крило - Лијам Вилијамс
- 12. Први центар - Хејдли Паркс
- 13. Други центар - Ник Томпкинс
- 14. Десно крило - Џорџ Норт
- 15. Фулбек - Ли Халфпени
- Резерве
- 16. Рајан Елијас
- 17. Рис Кер
- 18. Лион Браун
- 19. Ерон Шинглер
- 20. Таулупе Фалетау
- 21. Рис Веб
- 22. Џерод Еванс
- 23. Џони Мекникол
- Састав Француске
- Стартна постава
- 1. Леви стуб - Џеферсон Појрот
- 2. Талонер - Жулијен Марчанд
- 3. Десни стуб - Мухамед Хоас
- 4. Леви скакач - Бернар ле Ру
- 5. Десни скакач - Пол Виљем
- 6. Затворени крилни - Френсојис Крос
- 7. Отворени крилни - Шарл Оливон
- 8. Осмица - Грегори Алдрит
- 9. Скрам халф - Антоан Дупонт
- 10. Флај халф - Ромејн Нтамак
- 11. Лево крило - Гал Фику
- 12. Први центар - Артур Винсент
- 13. Други центар - Вирими Вакатава
- 14. Десно крило - Демијан Пену
- 15. Фулбек - Ентони Бутијер
- Резерве
- 16. Пеато Маувака
- 17. Жан Баптист Грос
- 18. Демба Бамба
- 19. Ромејн Таофифенуа
- 20. Дилан Кретин
- 21. Баптист Серин
- 22. Метју Жалиберт
- 23. Томас Рамос

Поени за Велс:
- Дилон Лујис есеј
- Ден Бигар есеј, два гола из претварања, три гола из пенала

Поени за Француску:
- Антони Бутијер есеј
- Пол Виљем есеј
- Ромејн Нтамак есеј, три гола из претварања, два гола из пенала

Енглеска  - Ирска 
- Играч утакмице: Кортни Ловс
- Стадион: Стадион Твикенам, Лондон
- Гледалаца: 81 000
- Главни судија: Џејко Пејпер
- Линијски судија: Ромејн Појт
- Линијски судија: Алехандре Рујз
- Телевизијски судија: Маријус Џонкер
- Састав Енглеске
- Стартна постава
- 1. Леви стуб - Мако Вунипола
- 2. Талонер - Џејми Џорџ
- 3. Десни стуб - Кајл Синклер
- 4. Леви скакач - Маро Итоже
- 5. Десни скакач - Џорџ Крујс
- 6. Затворени крилни - Лујис Ледлам
- 7. Отворени крилни - Сем Андерхил
- 8. Осмица - Том Кари
- 9. Скрам халф - Вили Хајнц
- 10. Флај халф - Џорџ Форд
- 11. Лево крило - Елиот Дејли
- 12. Први центар - Овен Фарел
- 13. Други центар - Џонатан Џозеф
- 14. Десно крило - Џони Меј
- 15. Фулбек - Џорџ Фурбенк
- Резерве
- 16. Том Дан
- 17. Елис Генге
- 18. Вил Стјуарт
- 19. Џон Ланчбери
- 20. Кортни Лујис
- 21. Бен Ерл
- 22. Бен Јангс
- 23. Оли Девото
- Састав Ирске
- Стартна постава
- 1. Леви стуб - Кијан Хили
- 2. Талонер - Роб Херинг
- 3. Десни стуб - Тед Фурлонг
- 4. Леви скакач - Ијан Хендерсон
- 5. Десни скакач - Џејмс Рајан
- 6. Затворени крилни - Питер Омахони
- 7. Отворени крилни - Џош ван дер Флајер
- 8. Осмица - Кристијан Јохан Стандер
- 9. Скрам халф - Конор Мари
- 10. Флај халф - Џонатан Секстон
- 11. Лево крило - Џејкоб Стокдејл
- 12. Први центар - Бунди Аки
- 13. Други центар - Роби Хеншо
- 14. Десно крило - Ендру Конвеј
- 15. Фулбек - Џордан Лармур
- Резерве
- 16. Ронан Келехер
- 17. Дејв Килкојн
- 18. Ендру Портер
- 19. Девин Тонер
- 20. Макс Диган
- 21. Џон Кони
- 22. Рос Бирн
- 23. Кејт Ерлс

Напомене:
- Енглеска је победивши Ирску освојила трофеј Миленијум намењем бољем из дуела ове две рагби репрезентације.

Поени за Енглеске:
- Џорџ Форд есеј
- Елиот Дејли есеј
- Лук Кован Дики есеј
- Овен Фарел три гола из претварања, један гол из пенала

Поени за Ирску:
- Роби Хеншо есеј
- Ендру Портер есеј
- Џон Кони гол из претварања

### Четврто коло
7.3.2020.
Енглеска  - Велс  33-30
- Играч утакмице: Бен Јангс,
- Стадион: Стадион Твикенам, Лондон
- Гледалаца: 81 000
- Главни судија: Бен Окифи
- Линијски судија: Ромејн Појт,
- Линијски судија: Алехандре Рујз,
- Телевизијски судија: Маријус Џонкер,

Напомена:
- Енглеска је те године освојила триплу круну, пошто је победила Велс, Шкотску и Ирску.
- Ману Туилаги је добио црвени картон на овом мечу.
- Састав Енглеске
- Стартна постава
- 1. Леви стуб - Џо Марлер
- 2. Талонер - Џејми Џорџ
- 3. Десни стуб - Кајл Синклер
- 4. Леви скакач - Маро Итоже
- 5. Десни скакач - Џорџ Крујс
- 6. Затворени крилни - Кортни Ловс
- 7. Отворени крилни - Марк Вилсон
- 8. Осмица - Том Кари
- 9. Скрам халф - Бен Јангс
- 10. Флај халф - Џорџ Форд
- 11. Лево крило - Џони Меј
- 12. Први центар - Овен Фарел
- 13. Други центар - Ману Туилаги
- 14. Десно крило - Ентони Вотсон
- 15. Фулбек - Елиот Дејли
- Резерве
- 16. Лук Кован Дики
- 17. Елис Генге
- 18. Вил Стјуарт
- 19. Џо Ланчбери
- 20. Чарли Евелс
- 21. Бен Ерл
- 22. Вили Хајнц
- 23. Хенри Слејд
- Састав Велса
- Стартна постава
- 1. Леви стуб - Роб Еванс
- 2. Талонер - Кен Овенс
- 3. Десни стуб - Дилон Лујис
- 4. Леви скакач - Џејк Бол
- 5. Десни скакач - Алан Вин Џонс
- 6. Затворени крилни - Рос Моријарти
- 7. Отворени крилни - Јустин Типурић
- 8. Осмица - Џош Навиди
- 9. Скрам халф - Томос Вилијамс
- 10. Флај халф - Ден Бигар
- 11. Лево крило - Лијам Вилијамс
- 12. Први центар - Хејдли Паркс
- 13. Други центар - Ник Томпкинс
- 14. Десно крило - Џорџ Норт
- 15. Фулбек - Ли Халфпени
- Резерве
- 16. Рајан Елијас
- 17. Рис Кер
- 18. Лион Браун
- 19. Ерон Шинглер
- 20. Таулупе Фалетау
- 21. Рис Веб
- 22. Џерод Еванс
- 23. Џони Мекникол

Поени за Енглеску:
- Ентони Вотсон есеја
- Елиот Дејли есеј
- Ману Туилаги есеј
- Овен Фарел три гола из претварања, три гола из пенала
- Џорџ Форд гол из пенала

Поени за Велс:
- Јустин Типурић два есеја
- Ден Бигар есеј, три гола из претварања, један гол из пенала
- Ли Халфпени два гола из пенала

8.3.2020.
Шкотска  - Француска  28-17
- Играч утакмице: Џејми Ричи,
- Стадион: Стадион Марифилд, Единбург
- Гледалаца: 67 000
- Главни судија: Пол Вилијамс
- Линијски судија: Вејн Барнс,
- Линијски судија: Френк Марфи,
- Телевизијски судија: Брајан Мекнајс

Напомена:
- Након што су победили Француску на овој утакмици, рагбисти Шкотске су освојили трофеј Олд Алијанс. Тај пехар је добио назив по шкотским и француским херојима који су се борили на правој страни током катастрофе, Првог Светског Рата. 30 шкотских и 22 француска рагбиста су погинули у Великом Рату.
- Ово је била јубиларна двестота победа за селекцију Шкотске у Првенству шест нација.
- Састав Шкотске
- Стартна постава
- 1. Леви стуб - Рори Сатерленд
- 2. Талонер - Фрејсер Браун
- 3. Десни стуб - Зандер Фагерсон
- 4. Леви скакач - Скот Камингс
- 5. Десни скакач - Грант Гилкрајст
- 6. Затворени крилни - Џејми Ричи
- 7. Отворени крилни - Хејмиш Вотсон
- 8. Осмица - Ник Хејнинг
- 9. Скрам халф - Али Прајс
- 10. Флај халф - Адам Хејстингс
- 11. Лево крило - Блер Кингхорн
- 12. Први центар - Сем Џонсон
- 13. Други центар - Крис Харис
- 14. Десно крило - Шон Мејтланд
- 15. Фулбек - Стјуарт Хог
- Резерве
- 16. Стјуарт Макинли
- 17. Алан Дел
- 18. Виљем Петрус Нил
- 19. Сем Скинер
- 20. Магнус Бредбери
- 21. Џорџ Хорн
- 22. Данкан Вир
- 23. Кајл Стејн
- Састав Француске
- Стартна постава
- 1. Леви стуб - Џеферсон Појрот
- 2. Талонер - Жулијен Марчанд
- 3. Десни стуб - Мухамед Хоас
- 4. Леви скакач - Бернар ле Ру
- 5. Десни скакач - Пол Виљем
- 6. Затворени крилни - Френсојис Крос
- 7. Отворени крилни - Шарл Оливон
- 8. Осмица - Грегори Алдрит
- 9. Скрам халф - Антоан Дупонт
- 10. Флај халф - Ромејн Нтамак
- 11. Лево крило - Гал Фику
- 12. Први центар - Артур Винсент
- 13. Други центар - Вирими Вакатава
- 14. Десно крило - Демијан Пену
- 15. Фулбек - Ентони Бутијер
- Резерве
- 16. Пеато Маувака
- 17. Жан Баптист Грос
- 18. Демба Бамба
- 19. Ромејн Таофифенуа
- 20. Дилан Кретин
- 21. Баптист Серин
- 22. Метју Жалиберт
- 23. Томас Рамос

Поени за Шкотску:
- Шон Мејтланд два есеја
- Стјуарт Макинли есеј
- Адам Хејстингс два гола из претварања, три гола из пенала

Поени за Француску:
- Демијан Пену есеј
- Шарл Оливон есеј
- Метју Жалиберт гол из пенала, два гола из претварања

## Велика пауза због Короне
Највећа трагедија која је задесила човечанство након Другог Светског Рата је пандемија ковида 19. Ширење болести је утицало на економију и на спорт. Дакле, једанаест утакмица Европског првенства шест нација је одиграно током фебруара и марта, а четири утакмице су одигране тек у октобру.
24.10.2020.
Ирска   - Италија  50-17
- Играч утакмице: Вил Конорс
- Стадион: Стадион Авива, Даблин
- Гледалаца: Без публике због Короне
- Главни судија: Метју Карли
- Линијски судија: Лук Пирс
- Линијски судија: Кристоф Ридли
- Телевизијски судија: Том Фоли
- Састав Ирске
- Стартна постава
- 1. Леви стуб - Кијан Хили
- 2. Талонер - Роб Херинг
- 3. Десни стуб - Ендру Портер
- 4. Леви скакач - Тад Бирн
- 5. Десни скакач - Џејмс Рајан
- 6. Затворени крилни - Кејлан Дорис
- 7. Отворени крилни - Вил Конорс
- 8. Осмица - Кристијан Јохан Стандер
- 9. Скрам халф - Конор Мари
- 10. Флај халф - Џонатан Секстон
- 11. Лево крило - Хуго Кинан
- 12. Први центар - Банди Аки
- 13. Други центар - Гери Рингрос
- 14. Десно крило - Ендру Конвеј
- 15. Фулбек - Џејкоб Стокдејл
- Резерве
- 16. Дејв Хефернан
- 17. Ед Бирн
- 18. Финли Белам
- 19. Ултан Дилан
- 20. Питер Омахони
- 21. Џејмисон Гибсон Парк
- 22. Рос Бирн
- 23. Роби Хеншо
- Састав Италије
- Стартна постава
- 1. Леви стуб - Данило Фишети
- 2. Талонер - Лука Биђи
- 3. Десни стуб - Ђосе Зилоћи
- 4. Леви скакач - Марко Лазарони
- 5. Десни скакач - Николо Каноне
- 6. Затворени крилни - Себастијан Негри
- 7. Отворени крилни - Брем Стејн
- 8. Осмица - Џејк Поледри
- 9. Скрам халф - Марсело Виоли
- 10. Флај халф - Паоло Гарбиси
- 11. Лево крило - Матија Белини
- 12. Први центар - Карло Кана
- 13. Други центар - Лука Мориси
- 14. Десно крило - Едоардо Падовани
- 15. Фулбек - Џејден Хејвард
- Резерве
- 16. Ђианмарко Лућези
- 17. Симоне Ферари
- 18. Пјетро Сесарели
- 19. Давид Сиси
- 20. Јохан Мејер
- 21. Максим Мбанда
- 22. Калум Брејли
- 23. Федерико Мори

Поени за Ирску:
- Кристофер Јохан Стандер есеја
- Хуго Кинан два есеја
- Вил Конорс есеја
- Џонатан Секстон есеј, пет голова из претварања, један гол из пенала
- Бунди Аки есеј
- Дејв Хефернан есеј
- Рос Бирн  гол из претварања

Поени за Италију:
- Едоардо Падовани есеј
- Паоло Гарбиси есеј, гол из пенала, два гола из претварања

### Пето коло
31.10.2020.
Велс  - Шкотска  10-14
- Играч утакмице: Џејми Ричи
- Стадион: Скарлетс Парк, Љанели
- Гледалаца: Без публике због Короне
- Главни судија: Ендру Брејс
- Линијски судија: Метју Рејнел
- Линијски судија: Кристоф Ридли
- Телевизијски судија: Том Фоли
- Састав Велса
- Стартна постава
- 1. Леви стуб - Рис Кер
- 2. Талонер - Рајан Елијас
- 3. Десни стуб - Томас Франсис
- 4. Леви скакач - Вил Роландс
- 5. Десни скакач - Алан Вин Џонс
- 6. Затворени крилни - Шејн Лујис Хјус
- 7. Отворени крилни - Џејмс Дејвис
- 8. Осмица - Таулупе Фалетау
- 9. Скрам халф - Гарет Дејвис
- 10. Флај халф - Ден Бигар
- 11. Лево крило - Џош Адамс
- 12. Први центар - Овен Воткин
- 13. Други центар - Џонатан Дејвис
- 14. Десно крило - Лијам Вилијамс
- 15. Фулбек - Ли Халфпени
- Резерве
- 16. Сем Пери
- 17. Вин Џонс
- 18. Дилон Лујис
- 19. Кори Хил
- 20. Ерон Вејнврајт
- 21. Љојд Вилијамс
- 22. Рис Печел
- 23. Ник Томпкинс
- Састав Шкотске
- Стартна постава
- 1. Леви стуб - Рори Сатерленд
- 2. Талонер - Фрејсер Браун
- 3. Десни стуб - Зандер Фагерсон
- 4. Леви скакач - Скот Камингс
- 5. Десни скакач - Џони Греј
- 6. Затворени крилни - Џејми Ричи
- 7. Отворени крилни - Хејмиш Вотсон
- 8. Осмица - Блејд Томсон
- 9. Скрам халф - Али Прајс
- 10. Флај халф - Фин Расел
- 11. Лево крило - Блер Кингхорн
- 12. Први центар - Џејмс Ланг
- 13. Други центар - Крис Харис
- 14. Десно крило - Дарси Грејем
- 15. Фулбек - Стјуарт Хог
- Резерве
- 16. Стјуарт Макинли
- 17. Оли Кебл
- 18. Симон Бергам
- 19. Бен Толис
- 20. Корнел ду Приз
- 21. Скот Стил
- 22. Адам Хејстингс
- 23. Духан ван дер Мерве

Поени за Велс:
- Рис Кер есеј
- Ден Бигар гол из претварања, један гол из пенала

Поени за Шкотску:
- Стјуарт Макинли есеј
- Стјуарт Хог гол из пенала
- Адам Хејстингс гол из пенала
- Фин Расел гол из пенала

Напомене:
- Велшанин Алан Вин Џонс је рагби легенда у светским размерама, јер је одиграо 150 утакмица за репрезентацију Велса.
- Победом над Велсом, Шкотска је освојила Доди Вер Куп. Пехар је добио назив по шкотском рагбисти Додију Веру, који има тешку болест, амиотрофичну латералну склерозу.

31.10.2020.
Италија  - Енглеска  5-34
- Играч утакмице: Бен Јангс
- Стадион: Стадион Олимпико, Рим
- Гледалаца: Без публике због Короне
- Главни судија: Паскал Газер
- Линијски судија: Алехандре Рујз
- Линијски судија: Мајк Адамсон
- Телевизијски судија: Ромејн Појт

Састав Италије 
- Стартна постава
- 1. Леви стуб - Данило Фишети
- 2. Талонер - Лука Биђи
- 3. Десни стуб - Ђосе Зилоћи
- 4. Леви скакач - Марко Лазарони
- 5. Десни скакач - Николо Каноне
- 6. Затворени крилни - Себастијан Негри
- 7. Отворени крилни - Брем Стејн
- 8. Осмица - Џејк Поледри
- 9. Скрам халф - Марсело Виоли
- 10. Флај халф - Паоло Гарбиси
- 11. Лево крило - Матија Белини
- 12. Први центар - Карло Кана
- 13. Други центар - Лука Мориси
- 14. Десно крило - Едоардо Падовани
- 15. Фулбек - Матео Миноци
- Резерве
- 16. Ђанмарко Лућези
- 17. Симоне Ферари
- 18. Пјетро Сесарели
- 19. Давид Сиси
- 20. Јохан Мејер
- 21. Максим Мбанда
- 22. Гиљемо Палазани
- 23. Федерико Мори
- Састав Енглеске
- Стартна постава
- 1. Леви стуб - Мако Вунипола
- 2. Талонер - Џејми Џорџ
- 3. Десни стуб - Кајл Синклер
- 4. Леви скакач - Маро Итоже
- 5. Десни скакач - Џони Хил
- 6. Затворени крилни - Том Кари
- 7. Отворени крилни - Сем Андерхил
- 8. Осмица - Били Вунипола
- 9. Скрам халф - Бен Јангс
- 10. Флај халф - Овен Фарел
- 11. Лево крило - Џони Меј
- 12. Први центар - Хенри Слејд
- 13. Други центар - Џонатан Џозеф
- 14. Десно крило - Ентони Вотсон
- 15. Фулбек - Џорџ Фурбанк
- Резерве
- 16. Том Дан
- 17. Елис Генге
- 18. Вил Стјуарт
- 19. Чарли Еванс
- 20. Бен Ерл
- 21. Ден Робсон
- 22. Оли Лоренс
- 23. Оли Торли

Поени за Италију:
- Џејк Поледри есеј

Поени за Енглеску:
- Бен Јангс два есеја
- Џејми Џорџ есеј
- Том Кари есеј
- Хенри Слејд есеј
- Овен Фарел гол из пенала, три гола из претварања

Жути картони:
- Џони Хил
- Џејк Поледри

31.10.2020.
Француска  - Ирска   35-27
- Играч утакмице: Грегори Алдрит
- Стадион: Стад де Франс, Париз
- Гледалаца: Без публике због Короне
- Главни судија: Вејн Барнс
- Линијски судија: Метју Карли
- Линијски судија: Карл Диксон
- Телевизијски судија: Лук Пирс

Француска 
- Стартна постава
- 1. Леви стуб - Сирил Бејл
- 2. Талонер - Жулијен Марчанд
- 3. Десни стуб - Мухамед Хоас
- 4. Леви скакач - Бернард ле Ру
- 5. Десни скакач - Пол Виљем
- 6. Затворени крилни - Френсојис Крос
- 7. Отворени крилни - Шарл Оливон
- 8. Осмица - Грегори Алдрит
- 9. Скрам халф - Антоанд Дупонт
- 10. Флај халф - Ромејн Нтамак
- 11. Лево крило - Гаел Фику
- 12. Први центар - Артур Винсент
- 13. Други центар - Вирими Вакатава
- 14. Десно крило - Винсент Ратез
- 15. Фулбек - Антони Бутијер
- Резерве
- 16. Камиле Шат
- 17. Жан Баптист Грос
- 18. Демба Бамба
- 19. Ромејн Таофифенуа
- 20. Дилан Кретин
- 21. Баптист Серин
- 22. Артур Ретијер
- 23. Томас Рамос
- Састав Ирске
- Стартна постава
- 1. Леви стуб - Сијан Хили
- 2. Талонер - Роб Херинг
- 3. Десни стуб - Ендру Портер
- 4. Леви скакач - Тад Бирн
- 5. Десни скакач - Џејмс Рајан
- 6. Затворени крилни - Келан Дорис
- 7. Отворени крилни - Вил Конорс
- 8. Осмица - Кристофер Јохан Стандер
- 9. Скрам халф - Конор Мари
- 10. Флај халф - Џонатан Секстон
- 11. Лево крило - Хуго Кинан
- 12. Први центар - Банди Аки
- 13. Други центар - Роби Хеншоу
- 14. Десно крило - Ендру Конвеј
- 15. Фулбек - Џејкоб Стокдејл
- Резерве
- 16. Дејв Хефернан
- 17. Ед Бирн
- 18. Финли Белам
- 19. Ултан Дилан
- 20. Питер Омахони
- 21. Џејмисон Гибсон Парк
- 22. Рос Бирн
- 23. Крис Фарел

Поени за Француску:
- Антоан Дупонт есеј
- Казнени есеј
- Ромејн Нтамак есеј, два гола из претварања, три гола из пенала
- Вирими Вакатава есеј

Поени за Ирску:
- Сијан Хили есеј
- Роби Хеншо есеј
- Џејкоб Стокдејл есеј
- Џонатан Секстон два гола из пенала, два гола из претварања
- Рос Бирн гол из претварања

Жути картони:
- Келан Дорис

Напомене:
- Рагби центурион је рагбиста који забележи сто наступа за репрезентацију или клуб. Кијан Хили је одиграо стоту утакмицу у дресу Ирске, против Француске.

## Табела
|   | Селекција                      | ИГ | Д | Н | И | ПД  | ПП  | ПР   | ББ | Б  |  |
| - | ------------------------------ | -- | - | - | - | --- | --- | ---- | -- | -- |  |
| 1 | Рагби репрезентација Енглеске  | 5  | 4 | 0 | 1 | 121 | 77  | +44  | 2  | 18 |  |
| 2 | Рагби репрезентација Француске | 5  | 4 | 0 | 1 | 138 | 117 | +21  | 2  | 18 |  |
| 3 | Рагби репрезентација Ирске     | 5  | 3 | 0 | 2 | 132 | 102 | +30  | 2  | 14 |  |
| 4 | Рагби репрезентација Шкотске   | 5  | 3 | 0 | 2 | 77  | 59  | +18  | 2  | 14 |  |
| 5 | Рагби репрезентација Велса     | 5  | 1 | 0 | 4 | 119 | 98  | +21  | 4  | 8  |  |
| 6 | Рагби репрезентација Италије   | 5  | 0 | 0 | 5 | 44  | 178 | -134 | 0  | 0  |  |

| Шампион Европе у рагбију 15 за 2020. годину.                        |
| ------------------------------------------------------------------- |
| Рагби репрезентација Енглеске 29. титула првака Европе у рагбију 15 |

## Индивидуална статистика играча

### Есеји
| Рагбиста         | Позиција   | Репрезентација                  | Есеји |
| ---------------- | ---------- | ------------------------------- | ----- |
| Шарл Оливон      | Крилни     | Француска                       | 4     |
| Џош Адамс        | Крило      | Велс                            | 3     |
| Ромејн Нтамак    | Флај халф  | Француска                       | 3     |
| Јустин Типурић   | Крилни     | Велс                            | 3     |
| Ден Бигар        | Флај халф  | Велс                            | 2     |
| Елиот Дејли      | Фулбек     | Енглеска                        | 2     |
| Роби Хеншо       | Фулбек     | Република Ирска · Северна Ирска | 2     |
| Хуго Кинан       | Крило      | Република Ирска · Северна Ирска | 2     |
| Шон Мејтланд     | Крило      | Шкотска                         | 2     |
| Стјуарт Макинли  | Талонер    | Шкотска                         | 2     |
| Џони Меј         | Крило      | Енглеска                        | 2     |
| Џонатан Секстон  | Флај халф  | Република Ирска · Северна Ирска | 2     |
| Бен Јангс        | Скрам халф | Енглеска                        | 2     |
| Едоардо Падовани | Крило      | Италија                         | 1     |

### Поени
| Рагбиста        | Позиција  | Репрезентација | Поени |
| --------------- | --------- | -------------- | ----- |
| Ромејн Нтамак   | Флај халф | Француска      | 57    |
| Џонатан Секстон | Флај халф | Француска      | 51    |
| Ден Бигар       | Флај халф | Велс           | 49    |
| Овен Фарел      | Флај халф | Енглеска       | 48    |
| Адам Хејстингс  | Флај халф | Шкотска        | 41    |
| Шарл Оливон     | Крилни    | Француска      | 20    |
| Џош Адамс       | Крило     | Велс           | 15    |
| Ли Халфпени     | Фулбек    | Велс           | 15    |
| Јустин Типурић  | Крилни    | Велс           | 15    |
| Паоло Гарбиси   | Флај халф | Италија        | 12    |

## Видео клипови

### Прво коло
Велс  - Италија  42-0
Ирска  - Шкотска  42-0
Француска  - Енглеска  24-17

### Друго коло
Ирска  - Велс  24-14
Шкотска  - Енглеска  6-13
Француска  - Италија  35-12

### Треће коло
Италија  - Шкотска  0-17
Велс  - Француска  23-27
Енглеска  - Ирска  24-12

### Четврто коло
Енглеска  - Велс  33-30
Шкотска  - Француска  28-17
Ирска  - Италија  50-17

### Пето коло
Велс  - Шкотска   10-14
Италија  - Енглеска  5-34
Француска  - Ирска   35-27

## Трофеји
- Освајач Гренд Слема - Нико није успео да освоји те године.
- Освајач Трипле круне - Енглеска
- Колкота куп - Енглеска
- Трофеј Миленијум - Енглеска
- Сентерери Квејч - Ирска
- Трофеј Гарибалди - Француска
- Трофеј Олд Алијанс - Шкотска
- Куп Доди Вер - Шкотска
- Дрвена кашика - Италија , зато што је изгубила свих пет утакмица.